# Villa Mercedes
Villa Mercedes ist die Hauptstadt des Departamento General Pedernera im Osten der Provinz San Luis im Westen Argentiniens. Sie hat 111.391 Einwohner (2010) und ist damit die zweitgrößte Stadt der Provinz.

## Lage
Die Stadt liegt am Río Quinto (span. „Fünfter Fluss“), der so von den von Norden gekommenen Spaniern genannt wurde, als ihnen zum fünften Mal ein Fluss begegnete. Nur wenige Kilometer nördlich der Stadt beginnt die Bergkette Sierra de los Comechingones. Südlich des Río Quinto ist die Topografie des Landes flach und hat Pampa-Charakter.

## Geschichte
1856 wurde auf dem Gebiet der heutigen Stadt eine Festung namens Fortín Constitucional gegründet, um gegen die vom Süden andrängenden Ranqueles-Indianer zu bestehen. 1861 wurde der Ort Villa Mercedes genannt. Nach der Vernichtung der indigenen Bevölkerung durch Julio Argentino Roca begann der Ort ab 1880 ein langsames Wachstum. Erst in den 1970er-Jahren explodierte die Bevölkerungszahl dank eines Gesetzes, das die Ansiedlung von Industrie in strukturschwachen Gebieten – wie damals San Luis – förderte.

## Sehenswürdigkeiten
Sehenswert sind zwei monumentale Bauten aus der Zeit der Jahrhundertwende um 1900: die Escuela Normal Mixta und der Colegio Nacional. Das Rathaus ist im Stil des Art déco gehalten. Der Stadtpark liegt direkt am Río Quinto.

## Wirtschaft
Villa Mercedes war ursprünglich landwirtschaftlich und agroindustriell geprägt. Seit den 1970er-Jahren ist es jedoch zu einem Zentrum diverser Industrien geworden, die sich im Zuge der Sonderwirtschaftsregelung für strukturschwache Regionen hier ansiedelten und die Entwicklung der Wirtschaft in der Stadt rapide beschleunigten.

## Persönlichkeiten
- Leonardo Balerdi (* 1999), Fußballspieler